# Анцистрокактус крупнокорневой
Анцистрокактус крупнокорневой (лат. Ancistrocactus megarhizus) — вид кактусов из рода Анцистрокактус.

## Описание
Стебель тёмно-зелёный, булавовидный, 6—8 см высотой и 4—5 см в диаметре, без боковых побегов. Рёбра представлены в виде расположенных по спирали крупных мясистых конусовидных сосочков 0,6—1 см длиной. Радиальные колючки (16—25) желтоватые, прямые, тонкие, расходятся лучеобразно в стороны, 0,7—1 см длиной. Центральных колючек 4; одна из них, направленная вниз, самая жёсткая и толстая, крючковидная, до 2 см длиной.
Цветки зеленовато-желтоватые, 1,5—2 см длиной и в диаметре. Плоды зелёные, круглые. Семена чёрные, блестящие.

## Распространение
Анцистрокактус крупнокорневой распространён в Мексике (Тамаулипас).